# Équipe cycliste Aqua Blue Sport

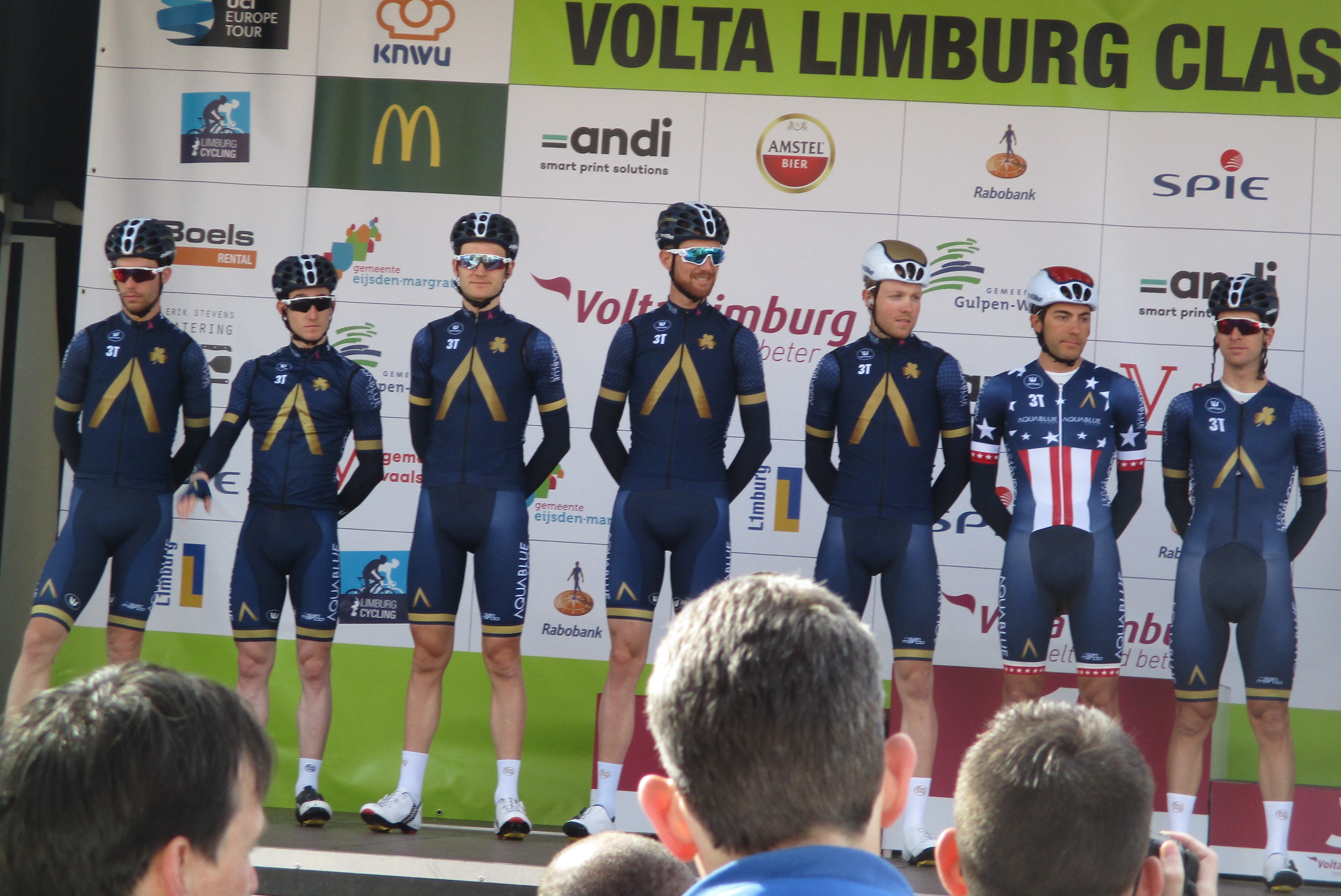
L'équipe sur la Volta Limburg Classic 2018.

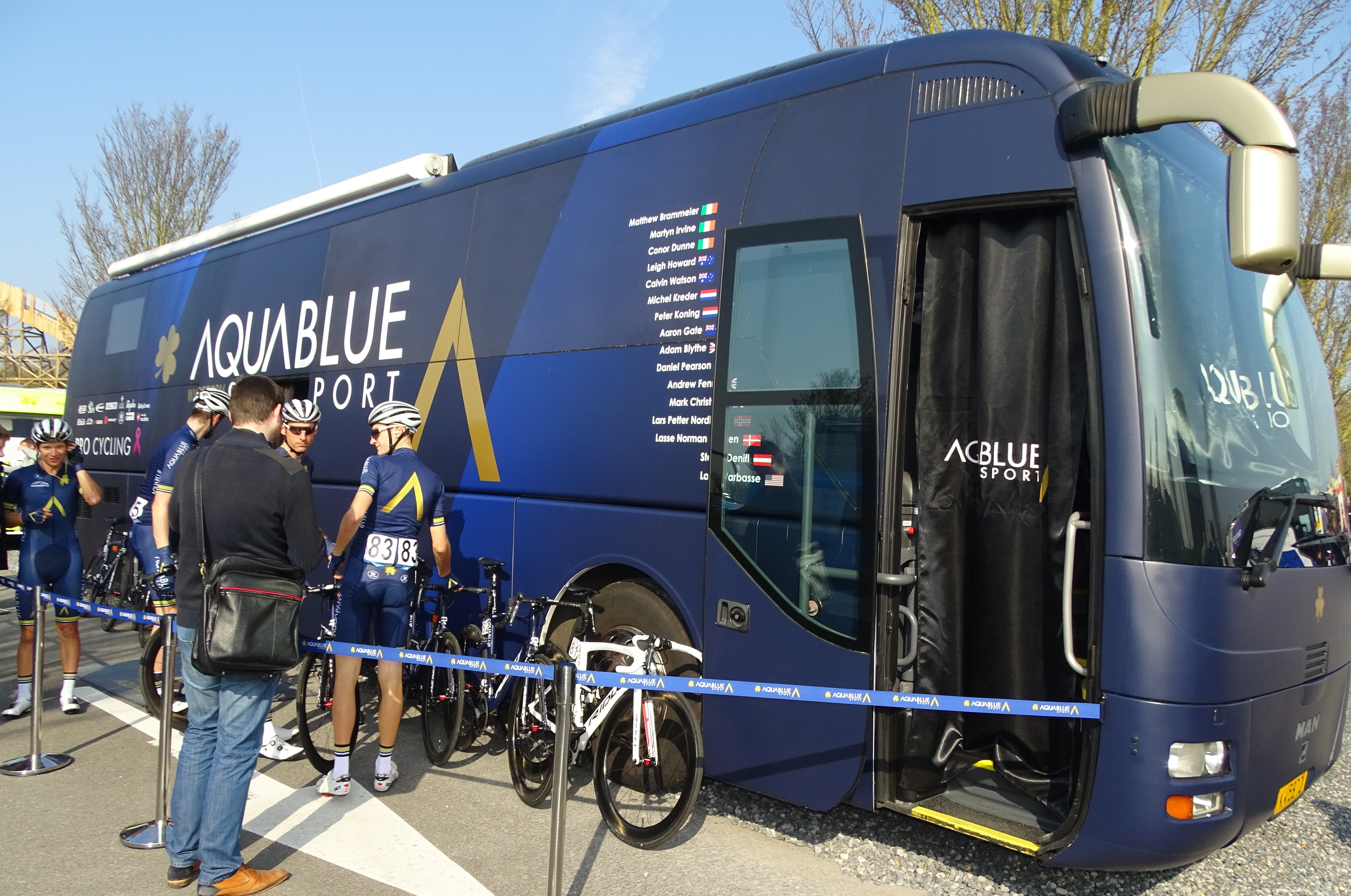
Autobus de l'équipe (ici en 2017)

L'équipe cycliste Aqua Blue Sport est une équipe cycliste continentale professionnelle irlandaise active en 2017 et 2018.

## Histoire de l'équipe
Le 22 août 2016, il est annoncé que l'équipe Aqua Blue Sport compte acquérir le bus principal et le camion de la WorldTeam IAM qui disparaît à l'issue de la saison, pour un montant tournant autour de 500 000 €.
L'équipe est la seule équipe irlandaise à courir au niveau continentale professionnelle. Son propriétaire, Rick Delaney, a pour objectif de développer le cyclisme en Irlande et annonce qu'il reversera 5 % des primes à The Emerald Fund qui a pour vocation d'accompagner les jeunes cyclistes irlandais.
La première partie de sa saison 2017 est marquée par les succès de Larry Warbasse, vainqueur d'une étape du Tour de Suisse et du championnats des États-Unis sur route. En juillet, Stefan Denifl gagne le général du Tour d'Autriche. Les bonnes performances de l'équipe lui permettent d'être invitée sur le Tour d'Espagne, son premier grand tour. En dépit de la perte du bus de l'équipe dans un incendie criminel, l'équipe a continué la Vuelta. Lors de la 17e étape, Stefan Denifl s'impose en solitaire au sommet de Los Machucos, signant la première victoire d'étape dans un grand tour dans l'histoire de l'équipe. Néanmoins, en janvier 2021, Denifl qui impliqué dans l'affaire de dopage « Aderlass » est condamné à 24 mois de prison par le tribunal régional d'Innsbruck pour fraude sportive commerciale grave, dont 16 mois avec sursis, ainsi qu'à une amende de 349.000 euros. Il perd ses victoires sur le Tour d'Autriche et le Tour d'Espagne 2017.
En août 2018, la structure irlandaise indique via un communiqué qu'elle est contrainte de s'arrêter avec effet immédiat, l'équipe n'allant de ce fait pas au bout de la saison 2018. Plusieurs raisons sont évoquées, à commencer par l'absence d'invitations cette saison sur les épreuves majeures du World-Tour et l'échec de la fusion avec une autre équipe. Cependant, en mars 2019, il est annoncé que la garantie déposée auprès de l'Union cycliste internationale (UCI) qui permet d'indemniser les coureurs et le staff dans ce cas là, n'était pas suffisante pour couvrir toutes les réclamations et que les montants étaient répartis proportionnellement. Pour cette raison, l'UCI confirme qu'elle poursuit l'équipe et les garants de la bonne santé financière de l’équipe,.

## Principales victoires

### Classiques
- Elfstedenronde : 2018 (Adam Blythe)

### Courses par étapes
- Tour d'Autriche : 2017 (Stefan Denifl)

### Championnats
- Championnats des États-Unis sur route : 1
  - Course en ligne : 2017 (Larry Warbasse)
- Championnats d'Irlande sur route : 1
  - Course en ligne : 2018 (Conor Dunne)

## Bilan sur les grands tours
- Tour de France
  - 0 participation
  - 0 victoire d'étape
- Tour d'Italie
  - 0 participation
  - 0 victoire d'étape
- Tour d'Espagne
  - 1 participation (2017)
  - 0 victoire d'étape : 
    - 1 en 2017 : Stefan Denifl

## Classements UCI
Durant son existence, l'équipe participe aux circuits continentaux et principalement à des épreuves de l'UCI Europe Tour. Les tableaux ci-dessous présentent les classements de l'équipe sur les différents circuits, ainsi que son meilleur coureur au classement individuel.
UCI America Tour
| Saison | Classement par équipes | Meilleur coureur au classement individuel |
| ------ | ---------------------- | ----------------------------------------- |
| 2017   | 27e                    | Lawrence Warbasse (37e)                   |
| 2018   | 33e                    | Lawrence Warbasse (188e)                  |

UCI Asia Tour
| Saison | Classement par équipes | Meilleur coureur au classement individuel |
| ------ | ---------------------- | ----------------------------------------- |
| 2017   | 80e                    | Daniel Pearson (356e)                     |
| 2018   | 67e                    | Daniel Pearson (268e)                     |

UCI Europe Tour
| Saison | Classement par équipes | Meilleur coureur au classement individuel |
| ------ | ---------------------- | ----------------------------------------- |
| 2017   | 22e                    | Adam Blythe (93e)                         |
| 2018   | 20e                    | Adam Blythe (83e)                         |

UCI Oceania Tour
| Saison | Classement par équipes | Meilleur coureur au classement individuel |
| ------ | ---------------------- | ----------------------------------------- |
| 2017   | 14e                    | Aaron Gate (32e)                          |
| 2018   | 8e                     | Aaron Gate (43e)                          |

## Aqua Blue Sport en 2018

### Effectif
| Effectif 2018                              | Effectif 2018     | Effectif 2018    | Effectif 2018                      |
| Cycliste                                   | Date de naissance | Pays             | Équipe précédente                  |
| ------------------------------------------ | ----------------- | ---------------- | ---------------------------------- |
| Shane Archbold                             | 2 février 1989    | Nouvelle-Zélande | Bora-Hansgrohe (2017)              |
| Adam Blythe                                | 1 octobre 1989    | Royaume-Uni      | Tinkoff (2016)                     |
| Matthew Brammeier (1 janv.–26 juin)        | 7 juin 1985       | Irlande          | Dimension Data (2016)              |
| Mark Christian                             | 20 novembre 1990  | Royaume-Uni      | Team Wiggins (2016)                |
| Stefan Denifl                              | 22 septembre 1987 | Autriche         | IAM Cycling (2016)                 |
| Eddie Dunbar (1 janv.–12 sept., note)      | 1 septembre 1996  | Irlande          | Axeon-Hagens Berman (2017)         |
| Conor Dunne                                | 22 janvier 1992   | Irlande          | JLT Condor (2016)                  |
| Andrew Fenn                                | 1 juillet 1990    | Royaume-Uni      | Team Sky (2016)                    |
| Aaron Gate                                 | 26 novembre 1990  | Nouvelle-Zélande | An Post-ChainReaction (2016)       |
| Lasse Norman Leth                          | 11 février 1992   | Danemark         | Stölting Service Group (2016)      |
| Peter Koning                               | 3 décembre 1990   | Pays-Bas         | Drapac Professional Cycling (2016) |
| Michel Kreder                              | 15 août 1987      | Pays-Bas         | Roompot-Oranje Peloton (2016)      |
| Daniel Pearson                             | 26 février 1994   | Royaume-Uni      | Team Wiggins (2016)                |
| Casper Pedersen                            | 15 mars 1996      | Danemark         | Giant-Castelli (2017)              |
| Lawrence Warbasse                          | 28 juin 1990      | États-Unis       | IAM Cycling (2016)                 |
| Calvin Watson                              | 6 janvier 1993    | Australie        | An Post-ChainReaction (2016)       |
|                                            |                   |                  |                                    |
| Sources : ProCyclingStats Cycling Quotient |                   |                  |                                    |

note: Eddie Dunbar, changement d'équipe

### Victoires
| Victoires | Victoires                     | Victoires | Victoires | Victoires         | Victoires |
| Date      | Course                        | Pays      | Classe    | Vainqueur         |           |
| --------- | ----------------------------- | --------- | --------- | ----------------- | --------- |
| 1 fév.    | 1re étape, Herald Sun Tour    | Australie | 2.1       | Lasse Norman Leth |           |
| 17 juin   | Tour des onze villes          | Belgique  | 1.1       | Adam Blythe       |           |
| 1 août    | 1re étape du Tour du Danemark | Danemark  | 2.HC      | Lasse Norman Leth |           |

## Saisons de l'équipe
- Saison 2017
- Saison 2018